# FSV Wacker 90 Nordhausen
El FSV Wacker 90 Nordhausen es un equipo de fútbol de Alemania que juega en la Oberliga Süd, una de las ligas que conforman la quinta de fútbol del país.

## Historia
Fue fundado el 1 de noviembre de 1905 en la ciudad de Nordhausen por un grupo de jóvenes protestantes de la ciudad. El 14 de junio de 1906 se convirtió en un equipo multideportivo llamado SV Wacker 06 Nordhausen y dos años después se fusionaron con el Ballsport-Club Mars Nordhausen otro equipo local fundado en 1906, cambiando su nombre a SV Wacker-Mars Nordhausen. En 1918 cambiaron su nombre por el de 1. SV Wacker 05 Nordhausen, participando en varios campeonatos de Alemania en los años 1920s, pero sin ningún suceso.
Al finalizar la Segunda Guerra Mundial, las fuerzas aliadas decidieron desaparecer a todas las organizaciones existentes en Alemania, incluyendo a las deportivas, pero reorganizaron al equipo con el nombre SG Nordhausen y crearon a su departamento de fútbol en 1949 con el nombre BSG Motor Nordhausen. Jugaron poco tiempo en la KWU/Lok Nordhausen hasta 1951, cuando se fusionaron con un equipo industrial y pasaron a llamarse BSG Motor Nordhausen-West en el segundo nivel de Alemania Occidental con poco éxito, incluso descendieron al tercer nivel en 1989.
Después de la Reunificación de Alemania en 1990, la sección de fútbol se separó de la sección deportiva, llamándose FSV Wacker 90 y jugando en la Oberliga Nordost/Süd en 1991/92, donde permanecieron por 7 años. Problemas financieros hicieron que el equipo descendiera a la Landesliga Thuringen (V) en la temporada 2000/01 y al año siguiente bajaron a la Landesklasse Thuringen-Ost (VI), donde permanecieron por mucho tiempo hasta que comenzó a resurgir y actualmente se encuentre en la Regionalliga Nordost (IV).

## Jugadores

### Jugadores destacados
- Valeriy Petrakov
- Petrik Sander
- Lucas Scholl

## Palmarés
Ref.
- NOFV-Oberliga Süd

1995, 2013
- Thüringenliga

2012, 2015
- Landesklasse Thüringen-Ost

2005
- Copa Thuringia: 3

1992, 1996, 1997, 2019